# لوسیانو تساری
لوسیانو تساری (انگلیسی: Luciano Tessari؛ زادهٔ 29 september 1928) بازیکن فوتبال اهل ایتالیا است.
از باشگاه‌هایی که در آن بازی کرده‌است می‌توان به باشگاه فوتبال فیورنتینا، باشگاه فوتبال هلاس ورونا، باشگاه فوتبال آ.اس. رم، و باشگاه فوتبال پالرمو اشاره کرد.